# Skoky do vody na mistrovství Evropy v plaveckých sportech 1950
Závody v skocích do vody na mistrovství Evropy v plaveckých sportech za rok 1950 proběhly ve Vídni, Rakousko ve dnech 20. až 27. srpna 1950.

## Československá stopa
Československo mistrovství Evropy ve Vídni bojkotovalo. Podpořilo bojkot původního pořadatele Maďarska.

## Výsledky
| Muži              | Zlato                      | Zlato  | Stříbro                    | Stříbro | Bronz                         | Bronz  |
| ----------------- | -------------------------- | ------ | -------------------------- | ------- | ----------------------------- | ------ |
| Skoky z 3 m prkna | Hanns Aderhold (GER)       | 183,68 | Guy Hernandez (FRA)        | 174,66  | Werner Sobek (GER)            | 167,88 |
| Skoky z 10 m věže | Günther Haase (GER)        | 158,13 | Werner Sobek (GER)         | 141,54  | Thomas Christiansen (DEN)     | 140,94 |
| Ženy              | Zlato                      | Zlato  | Stříbro                    | Stříbro | Bronz                         | Bronz  |
| Skoky z 3 m prkna | Madeleine Moreauová (FRA)  | 155,58 | Nicole Péllissardová (FRA) | 140,64  | Birte Christoffersenová (DEN) | 129,63 |
| Skoky z 10 m věže | Nicole Péllissardová (FRA) | 85,67  | Alma Staudingerová (AUT)   | 82,38   | Birte Christoffersenová (DEN) | 82,31  |

## Medailová bilance
Ve skocích do vody se rozdělily celkem 4 sady medailí.
| Pořadí | Stát           |       | Muži    | Muži  | Muži  |         | Ženy  | Ženy  | Ženy    |       | Muži + Ženy | Muži + Ženy | Muži + Ženy | Celkem |
| Pořadí | Stát           | Zlato | Stříbro | Bronz | Zlato | Stříbro | Bronz | Zlato | Stříbro | Bronz |             |             |             | Celkem |
| ------ | -------------- | ----- | ------- | ----- | ----- | ------- | ----- | ----- | ------- | ----- | ----------- | ----------- | ----------- | ------ |
| 1.     | Francie (FRA)  |       | 0       | 1     | 0     |         | 2     | 1     | 0       |       | 2           | 2           | 0           | 4      |
| 2.     | Německo (GER)  |       | 2       | 1     | 1     |         | 0     | 0     | 0       |       | 2           | 1           | 1           | 4      |
| 3.     | Rakousko (AUT) |       | 0       | 0     | 0     |         | 0     | 1     | 0       |       | 0           | 1           | 0           | 1      |
| 4.     | Dánsko (DEN)   |       | 0       | 0     | 1     |         | 0     | 0     | 2       |       | 0           | 0           | 3           | 3      |
| Celkem | Celkem         |       | 2       | 2     | 2     |         | 2     | 2     | 2       |       | 4           | 4           | 4           | 12     |